# 萎缩性阴道炎
萎缩性阴道炎（英語：Atrophic vaginitis），也称老年性阴道炎，是一种常见的阴道炎症，常见于绝经后的老年妇女或长期哺乳的女性，也可发生于双侧卵巢切除术后的女性。它与外阴炎通常同时存在。
主要原因是卵巢功能衰退，雌性激素缺乏，使明道上皮变薄，上皮细胞糠原含量降低，阴道内pH值上升，局部免疫力下降，病菌入侵并繁殖而引发炎症。表现为阴道分泌物增多，有时带血或呈脓性白带，有臭味。轻度外阴瘙痒、灼热感或不适感，有时伴有尿频、尿痛。阴道容易出血、溃疡。